# María Rosa Lida de Malkiel

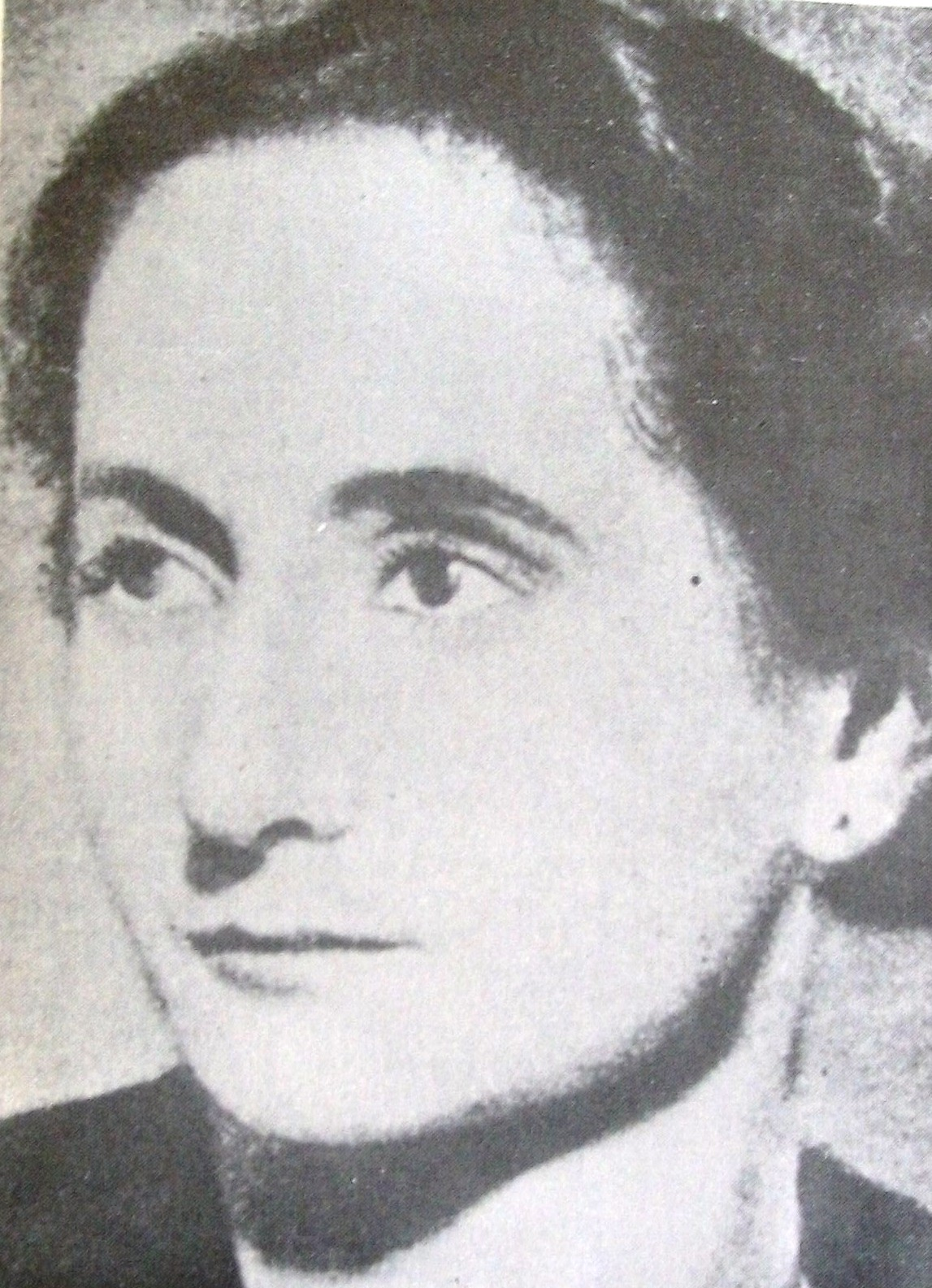
María Rosa Lida de Malkiel

María Rosa Lida de Malkiel (* 7. November 1910 in Buenos Aires; † 25. September 1962 in Oakland, Kalifornien) war eine argentinische Altphilologin und Hispanistin jüdischer Herkunft.

## Leben
María Rosa Lida war das Kind polnischer Emigranten, ihre Muttersprachen waren Spanisch und Jiddisch. Ihr Bruder Raimundo Lida (1908–1979) war ebenfalls Philologe. 1928 bis 1932 studierte sie in Buenos Aires Philologie. Seit 1938 hatte sie verschiedene Lehraufträge an Gymnasien und Universitäten inne. Von 1941 bis 1947 war sie Mitglied des neu gegründeten Forschungsinstituts Instituto Nacional del Profesorado Secundario, wo sie mit Amado Alonso zusammenarbeitete, dessen Lieblingsschülerin sie war. Seit Mitte der 1940er Jahre wandte sie sich von der Graezistik zunehmend der Hispanistik zu und beschäftigte sich mit der mittelalterlichen Literatur Spaniens und dem Einfluss der klassischen Literaturen auf diese. Ihre Dissertation über Juan de Mena, einen spanischen Dichter des 15. Jahrhunderts, schloss sie im Jahr 1947 mit dem Prädikat summa cum laude ab. Sie hatte Professuren an verschiedenen amerikanischen Universitäten inne, u. a. in Berkeley, Harvard und Stanford. Im Jahr 1948 heiratete sie den ukrainischen Linguisten Yakov Malkiel. Sie starb im Jahr 1962.

## Werk
Lida de Malkiel wurde bekannt für ihre grundlegenden Studien zu den wichtigsten Werken der frühen spanischen Literatur, La Celestina und El libro de buen amor. Daneben erforschte sie das Nachleben antiker Motive und Gestalten in den iberischen Literaturen, wobei ihr besonderes Interesse der Wirkungsgeschichte jüdischer Autoren (Flavius Josephus, Philo von Alexandrien) galt. Neben Ernst Robert Curtius, dessen Werk Europäische Literatur und lateinisches Mittelalter sie eine umfangreiche kritische Besprechung widmete, legte sie so zu Beginn der 1940er Jahre die Grundlagen für die Erforschung des Zusammenhanges der antiken und mittelalterlichen Literaturen. Zahlreiche ihrer Publikationen wurden erst posthum veröffentlicht.

## Bibliographie

### Werke
- Herodoto. Los nueve libros de la historia. Traducción y estudio preliminar por María Rosa Lida de Malkiel. W. M. Jackson, Buenos Aires 1949.
- Juan de Mena, poeta del prerrenacimiento español. Colegio de México, México 1950. (= Publicaciones de la nueva revista de filología hispánica; 1)
- La idea de la fama en la Edad Media castellana. FCE, México 1952.
- Two Spanish Masterpieces: the Book of Good Love and The Celestina. University of Illinois Press, Urbana 1961.
- La originalidad artística de «La Celestina». Eudeba, Buenos Aires 1962.
- Estudios de literatura española y comparada. Eudeba, Buenos Aires 1966.
- Jerusalen. El tema literario de su cerco y destrucción por los romanos. UBA, Facultad de Filosofía y Letras, Buenos Aires 1972.
- Juan Ruiz. Selección del Libro de buen amor y estudios críticos. UBA, Facultad de Filosofía y Letras, Buenos Aires, 1973 (= Biblioteca cultural los fundamentales).
- Dido en la literatura española. Su retrato y defensa. Tamesis Books Limited/Ediciones Castilla, London/Madrid 1974.
- La tradición clásica en España. Ariel, Barcelona 1975 (Aufsatzsammlung, darin die Curtius-Rezension).
- El cuento popular y otros ensayos. Losada, Buenos Aires 1976.
- Estudios sobre la literatura del Siglo XV. José Porrúa Turanzas, Madrid 1977.
- Herodes. Su persona, reinado y dinastía. Castalia, Madrid 1977 (= Literatura y sociedad, 16).

### Nachrufe
- Ana María Barrenechea: María Rosa Lida de Malkiel. In: Davar. Band 107, Buenos Aires 1965, S. 105–110.
- Rodolfo Antonio Borello: María Rosa Lida de Malkiel. In: Cuadernos hispanoamericanos. Band 52, 1962, Nr. 156, S. 433–440.
- Roberto Fernando Giusti: María Rosa Lida de Malkiel. In: Boletín de la Academia Argentina de Letras. Band 27, 1962, Nr. 105–106, S. 347–350.
- Edith F. Helman: María Rosa Lida de Malkiel (1910–1962). In: Hispanic Review. Band 31, 1963, S. 66–69.
- Gonzalo Sobejano: María Rosa Lida de Malkiel 1910–1962. In: Romanische Forschungen. Band 75, 1963, S. 103–106.

### Gedenkschriften
- Yakov Malkiel (Hg.): María Rosa Lida de Malkiel Memorial. In: Romance Philology. Band 17, 1963, H. 1–2.
- Chica Salas, Francisca (Hg.): Homenaje a María Rosa Lida de Malkiel. 2 Bde. Univ. de Buenos Aires, Fac. de Filosofía y Letras, Inst. de Filología y Literaturas Hispánicas "Dr. Amado Alonso". Buenos Aires 1962.

### Studien
- Charles F. Fraker Jr.: María Rosa Lida de Malkiel on the "Celestina". In: Hispania. Band 50, 1967, S. 174–181.
- Ana M. Gómez-Bravo: María Rosa Lida de Malkiel (1910–1962) and Medieval Spanish Literary historiography. In: Jane Chance (Hg.): Women Medievalists and the Academy. University of Wisconsin Press, 2005, S. 723–732.
- Arancio Labandeira Fernández: Menéndez Pelayo y María Rosa Lida de Malkiel ante Celestina y la lena romana. In: Cuadernos para investigación de la literatura hispánica. Band 9, Madrid 1988, S. 7–10.
- Yakov Malkiel: Cómo trabajaba María Rosa Lida de Malkiel. In: Homenaje a Rodríguez-Moñino. Band 1, Madrid 1966, S. 371–379.
- Yakov Malkiel: Las fuentes de los estudios josefinos de María Rosa Lida de Malkiel. In: Cuadernos del sur. Band 11, Bahía Blanca 1971, S. 9–18.
- Yakov Malkiel: Sobre la cronología interna de algunos trabajos de María Rosa Lida de Malkiel. In: Homenaje al Instituto de Filología y Literaturas Hispánicas Dr. Amado Alonso. Buenos Aires 1975, S. 243–252.
- Arnold G. Reichenberger: Herodotus in Spain. Comments on a neglected essay (1949) by María Rosa Lida de Malkiel. In: Romance Philology. Band 19, 1965, S. 235–249.

### Dokumente
- Barbara De Marco: "Romance ha de ser..." The correspondence of Yakov Malkiel and María Rosa Lida, 1943 – 1948. In: Romance Philology. Band 59, 2005, S. 1–101.

| Personendaten    | Personendaten                                            |
| ---------------- | -------------------------------------------------------- |
| NAME             | Lida de Malkiel, María Rosa                              |
| KURZBESCHREIBUNG | argentinisch-amerikanische Altphilologin und Hispanistin |
| GEBURTSDATUM     | 7. November 1910                                         |
| GEBURTSORT       | Buenos Aires                                             |
| STERBEDATUM      | 25. September 1962                                       |
| STERBEORT        | Oakland, Kalifornien                                     |